# Crypturellus noctivagus
Il tinamo zampegialle (Crypturellus noctivagus (Wied-Neuwied, 1820) è un uccello  della famiglia dei Tinamidi che vive nella fascia costiera orientale del Brasile.

## Descrizione
Il tinamo gambe gialle è lungo circa 30 cm. Il dorso è grigio, la parte posteriore, e le ali sono nere striate. Il collo e la parte superiore del petto sono grigiastri. La parte inferiore del petto è fulva e la pancia biancastra. Ha il capo nerastro e i sopraccigli bianchi.

## Biologia
Come gi altri tinamidi, si ciba di frutti dal suolo o da bassi cespugli. Si nutre anche di invertebrati, erba, semi, e radici. Il maschio cova le uova che possono provenire da quattro femmine diverse, e li alleva fino a quando non si rendono autosufficienti, in 2-3 settimane. Il nido si trova al suolo all'interno di fitti cespugli.

## Distribuzione e habitat
Il suo habitat preferito è la foresta umida tropicale e subtropicale ma si può trovare nelle boscaglie aride. Si può trovare fino a 700 m di altitudine.

## Sistematica
Sono note 2 sottospecie:
- Crypturellus noctivagus noctivagus (Wied-Neuwied, 1820) - diffusa nella fascia costiera del sudest del Brasile
- Crypturellus noctivagus zabele (von Spix, 1825) - diffusa nella fascia costiera del nordest del Brasile

## Conservazione
Il tinamo zampegialle soffre della continua distruzione del suo ambiente per la deforestazione e la pressione della caccia da parte delle popolazioni indigene. Nonostante il numero degli esemplari sia in diminuzione la situazione non viene considerata critica ed è considerata prossimo alla minaccia di estinzione (Near Threatened) dalla IUCN.